# 4378 Voigt
A 4378 Voigt (ideiglenes jelöléssel 1988 JF) a Naprendszer kisbolygóövében található aszteroida. Landgraf, W. fedezte fel 1988. május 14-én.